# Сведала (комуна)
Комуна Сведала (швед. Svedala kommun) — адміністративно-територіальна одиниця місцевого самоврядування, що розташована в лені Сконе у південній Швеції.
Сведала 246-а за величиною території комуна Швеції. Адміністративний центр комуни — місто Сведала.

## Населення
Населення становить 19 904 чоловік (станом на вересень 2012 року). 
| Кількість населення комуни Сведала за 1970-2010 роки | Кількість населення комуни Сведала за 1970-2010 роки | Кількість населення комуни Сведала за 1970-2010 роки | Кількість населення комуни Сведала за 1970-2010 роки | Кількість населення комуни Сведала за 1970-2010 роки |
| ---------------------------------------------------- | ---------------------------------------------------- | ---------------------------------------------------- | ---------------------------------------------------- | ---------------------------------------------------- |
| Рік                                                  |                                                      |                                                      | Населення                                            |                                                      |
| 1970                                                 | 1970                                                 |                                                      | 10 166                                               | 10 166                                               |
| 1975                                                 | 1975                                                 |                                                      | 13 244                                               | 13 244                                               |
| 1980                                                 | 1980                                                 |                                                      | 15 471                                               | 15 471                                               |
| 1985                                                 | 1985                                                 |                                                      | 16 741                                               | 16 741                                               |
| 1990                                                 | 1990                                                 |                                                      | 17 397                                               | 17 397                                               |
| 1995                                                 | 1995                                                 |                                                      | 17 915                                               | 17 915                                               |
| 2000                                                 | 2000                                                 |                                                      | 17 905                                               | 17 905                                               |
| 2005                                                 | 2005                                                 |                                                      | 18 716                                               | 18 716                                               |
| 2010                                                 | 2010                                                 |                                                      | 19 822                                               | 19 822                                               |
| Джерело: SCB                                         |                                                      |                                                      |                                                      |                                                      |

## Населені пункти
Комуні підпорядковано 5 міських поселень (tätort) та низка сільських, більші з яких:
- Сведала (Svedala)
- Бара (Bara)
- Клоґеруп (Klågerup)
- Шедикен (Sjödiken)
- Гольмея (Holmeja)
- Кроґегольм (Krågeholm)
- Беррінґе (Börringe)

## Міста побратими
Комуна підтримує побратимські контакти з такими муніципалітетами:
- Ісгой, Данія
- Голенюв, Польща
- Берген-на-Рюгені, Німеччина

## Галерея

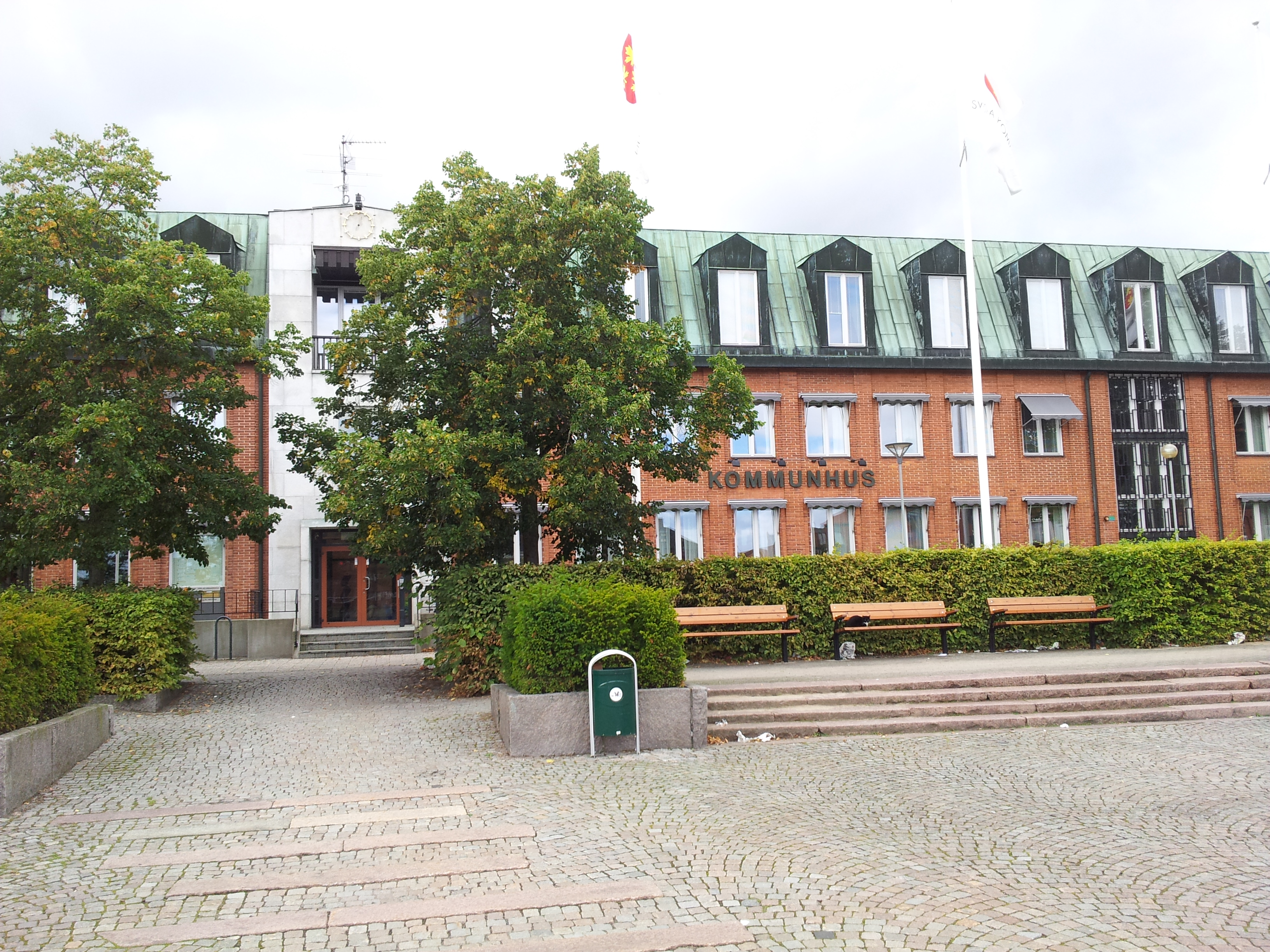
Управа комуни (Сведала)
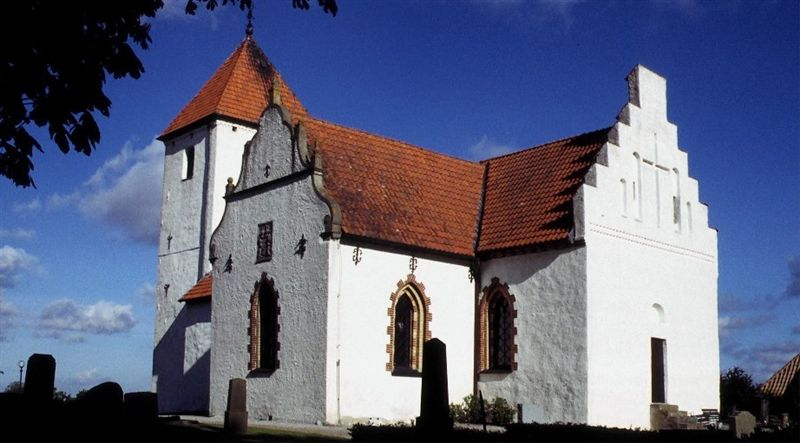
Церква (Бара)
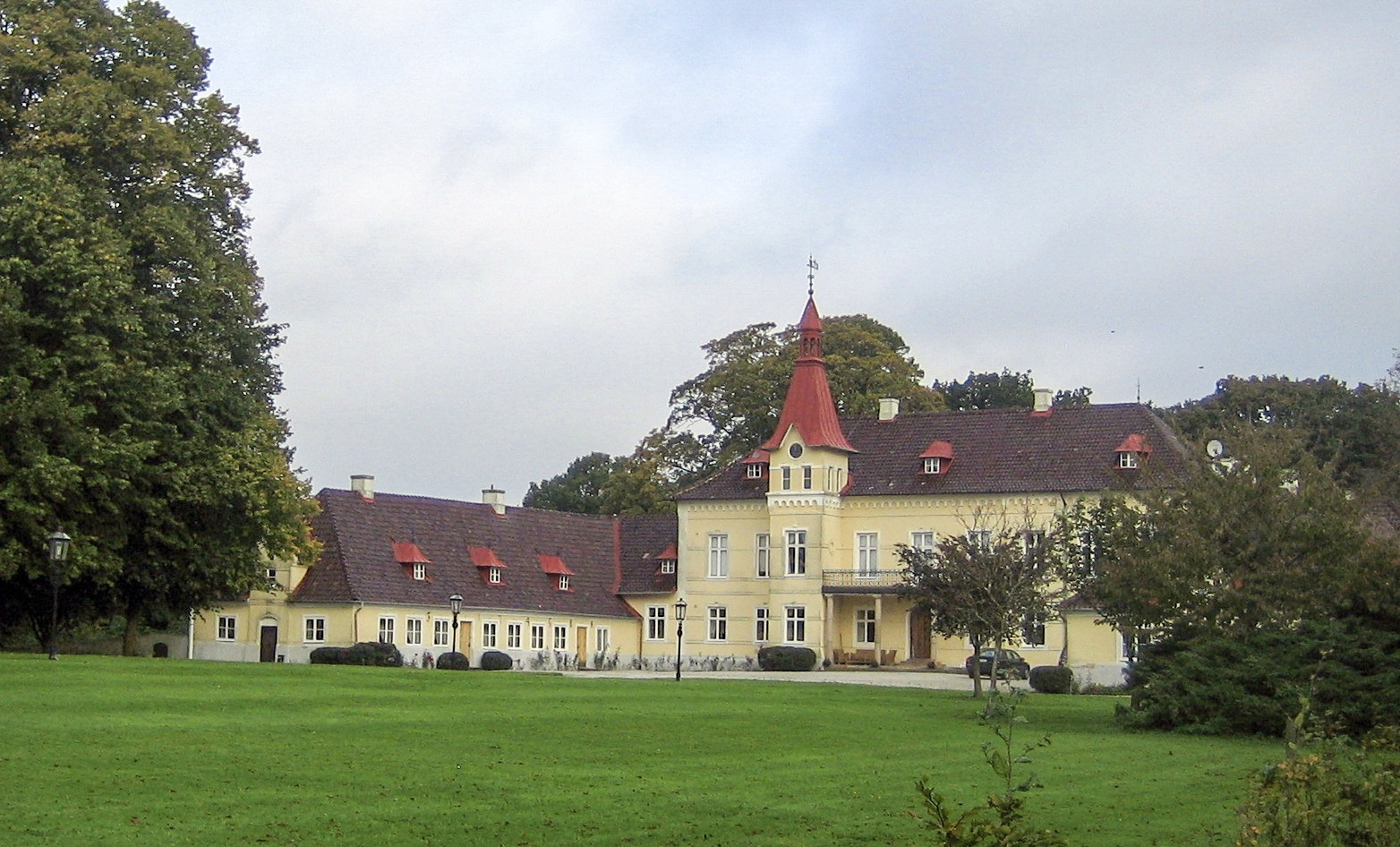
Замок Клоґеруп
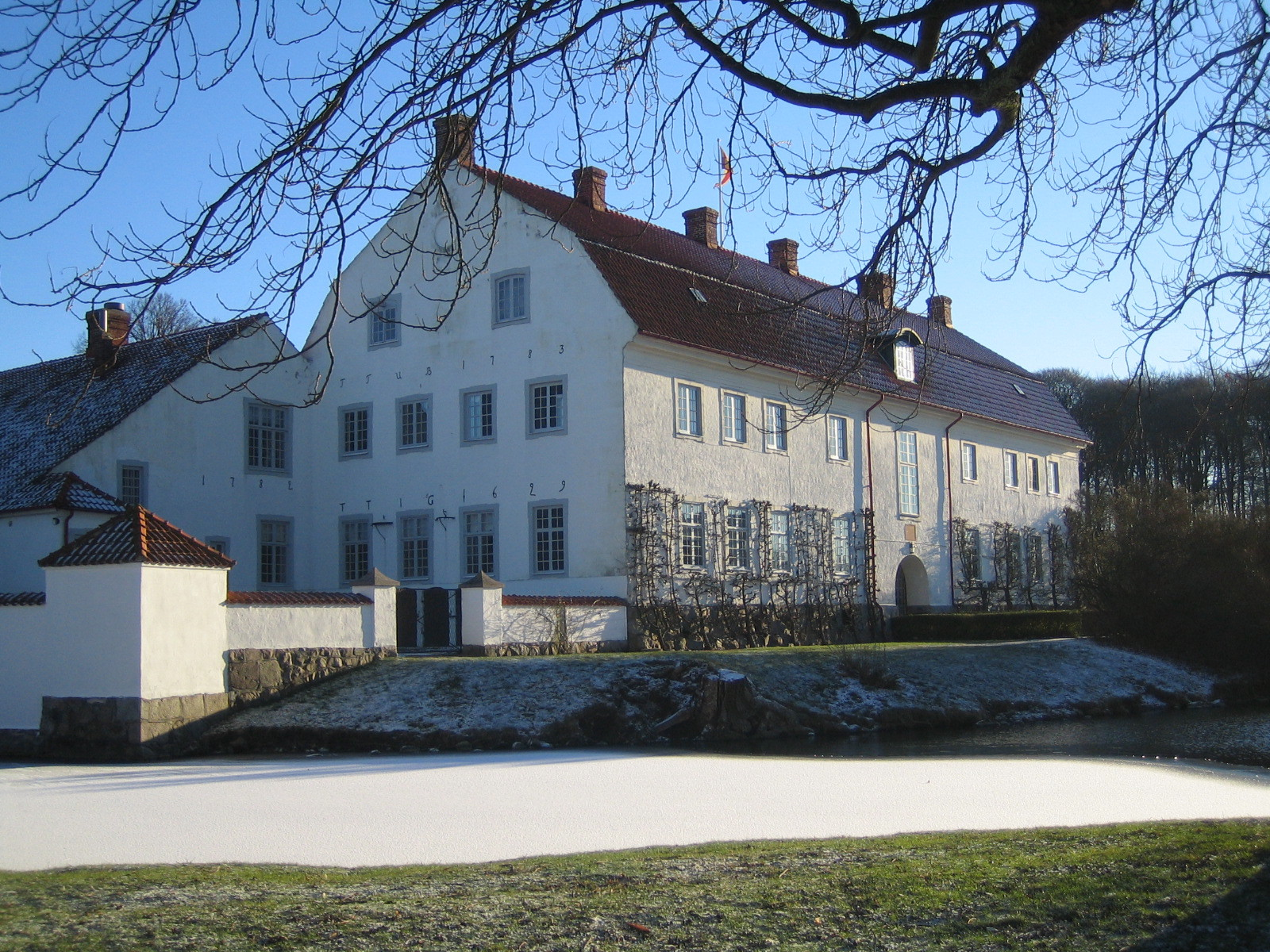
Замок Скаберше

## Виноски
1. ↑  Folkmangd i riket, lan och kommuner (шв.) . Центральне бюро статистики Швеції. Архів оригіналу за 20 серпня 2013. Процитовано 20 лютого 2013.